# Spoken word
Spoken word er en kunstform, hvori et digt eller en tekst bliver læst op eller reciteret med, eller uden musikalsk baggrund. Hoveddistinktionen mellem spokenword og alm. oplæsning, er det performative element. I en bredere forståelse kan spoken word også bruges om det talte ords kunst, oral performance, hvor der er tale om storytelling, free-style, poetry slam, rap etc.
Spoken Word Festival i Odense repræsenterer denne brede forståelse af Spoken Word.